# المكتبة الوطنية الإسبانية
المكتبة الوطنية في إسبانيا هي هيئة مستقلة مسئولة عن اعتماد التراث الببليوجرافي والوثاقي لإسبانيا. وكرست المكتبة نشاطها لجمع وفهرسة وحفظ الكتب الببليوجرافية واحتضان أكثر من 28 مليون منشورًا صدر في البلاد منذ بداية القرن الثامن عشر: كتب ومجلات وخرائط ومطبوعات ورسومات وصوتيات ونشرات.
وتنشر المكتبة الوطنية تراثها الببليوجرافي عبر نشرتها المصورة (الكتالوج) وإعداد الببليوجرافيا الإسبانية وتطوير الخدمات وتوفيرها للعامة، الذين يأتون لصالات الإطلاع والخدمات عن بعد عبر موقعها الإلكتروني، وخدمات المعلومات الببليوجرافية بين المكتبات المتخصصة والاستعارة المتبادلة بين المكتبات. ويتم تفعيل الوصول إلى المجموعات الرقمية للمكتبة عبر المكتبة الرقمية الإسبانية. ومن خلال متحف المكتبة، يتم الكشف عن المجموعات الرقمية وتاريخ المكتبة الوطنية. إضافة إلى تطوير برنامج المؤتمرات الثقافية. وتقع المكتبة في شارع رقم 20 من باسيو دي ريكوليتوس في مدريد، متقاسمًا المبنى مع متحف الأثار الوطني؛ كما أن للمكتبة مقرًا آخرًا في ألكالا دي إيناريس.